# Caminomorisco
Caminomorisco ist ein Ort und eine spanische Gemeinde (municipio) mit 1.120 Einwohnern (Stand: 2024) im Norden der Provinz Cáceres in der Autonomen Region Extremadura. Zur Gemeinde gehören auch die Weiler (pedanías) Arrolobos, Cambrón, Cambroncino, Dehesilla, Huerta und Riomalo de Abajo; zwei weitere Siedlungen (Arrocerezo und Arrofranco) sind aufgegeben worden (despoblados).

## Lage
Der Ort Caminomorisco liegt knapp 120 km (Fahrtstrecke) nördlich der Provinzhauptstadt Cáceres nahe der Grenze zur Nachbarregion Kastilien-León in den südlichen Ausläufern des Iberischen Gebirges in einer Höhe von annähernd 475 m ü. d. M. Wegen der relativen Höhenlage ist das Klima gemäßigt bis warm, Regen (ca. 545 mm/Jahr) fällt hauptsächlich im Winterhalbjahr.

## Bevölkerungsentwicklung
| Jahr      | 1857  | 1900 | 1950  | 2000  | 2017  |
| Einwohner | k. A. | 964  | 1.852 | 1.228 | 1.203 |

Der deutliche Bevölkerungsrückgang seit den 1950er Jahren ist im Wesentlichen auf die Aufgabe von bäuerlichen Kleinbetrieben und den damit einhergehenden Verlust an Arbeitsplätzen zurückzuführen.

## Wirtschaft
Die Gegend diente den Menschen seit der Antike als sommerliches Weidegebiet für ihre Schaf- und Ziegenherden. Nach Beginn der Sesshaftigkeit begann man mit dem Anbau von Oliven, Wein und Feigen; später kamen andere Obstsorten (Äpfel, Kirschen etc.) hinzu. Der Anbau von Gerste und anderen Feldfrüchten diente in früheren Jahrhunderten hauptsächlich der Selbstversorgung. Wichtigste Handelswaren waren Holzkohle, Schinken und Würste sowie Käse und Honig. Die heutzutage wichtigste Einnahmequelle des Ortes ist der Tourismus in Form der Vermietung von Ferienhäusern (casas rurales).

## Geschichte

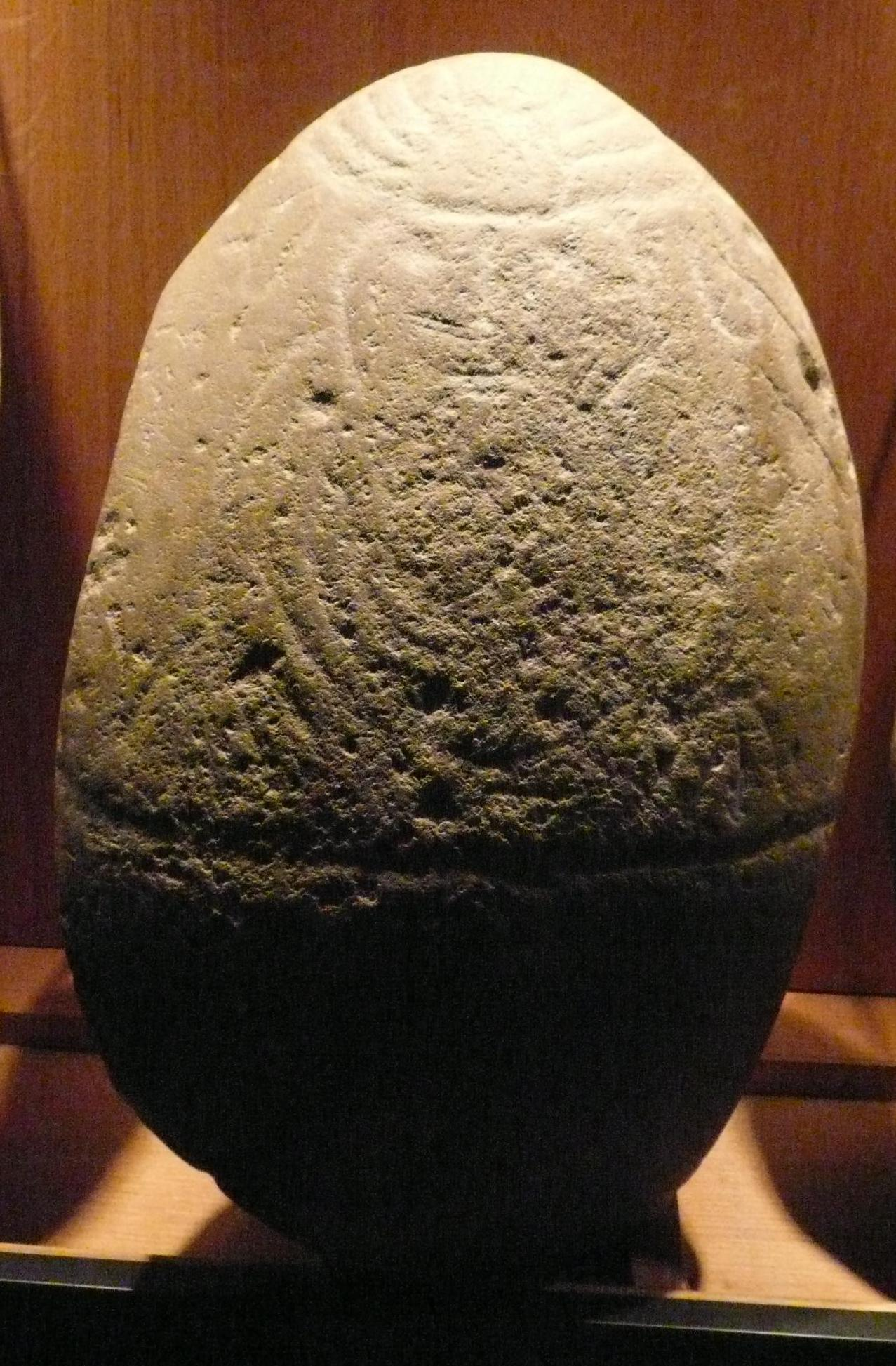
Stele von Arrocerezo

Jungsteinzeitliche Jäger und Sammler durchstreiften das Gebiet; einige scheinen sich länger aufgehalten zu haben, denn es existieren mehrere Stelen mit Ritzzeichnungen. Kelten, Römer, Westgoten und Mauren beachteten die Gegend  nur am Rande. Die ersten dauerhaften Siedlungen entstanden wohl erst im Hochmittelalter, doch gab es zu dieser Zeit weder Kirchen noch Kapellen; diese entstanden erst vom 17. bis 19. Jahrhundert. Die Namensschöpfung Caminocerezo entwickelte sich erst im frühen 20. Jahrhundert, als der Ort Las Calabazas entsprechend umbenannt wurde.

## Sehenswürdigkeiten
- Die Kirche San José stammt aus dem 18. Jahrhundert und gehört zum Bistum Coria.
- Das Ende des 20. Jahrhunderts errichtete Kulturhaus (Casa de Cultura) wurde in traditionellem Architekturstil erbaut.

Umgebung
- Interessant ist die im 17. Jahrhundert erbaute Kirche Santa Catalina des Weilers Cambroncino.